# Silhouettella curieusei
Silhouettella curieusei är en spindelart som beskrevs av Benoit 1979. Silhouettella curieusei ingår i släktet Silhouettella och familjen dansspindlar.
Artens utbredningsområde är Seychellerna. Inga underarter finns listade i Catalogue of Life.